# Erőss Elek
id. Erőss Elek (Csíkszereda, 1816. február 12. – 1900. április 2.) főjegyző, az erdélyi országgyűlésen városa követe, majd országgyűlési képviselő, főbíró, majd haláláig - 50 éven keresztül Csíkszereda polgármestere. Az Erőss család bethlenfalvi és lengyelfalvi nemes és csíkszentmiklósi gróf ágának leszármazottja. 

## Élete
Apja gróf Erőss Antal, anyja Kristó Teréz, egyetlen fiúgyermekként. Három nővére volt, Borbála, Terézia és Erzsébet. Borbála nővére Orbán János későbbi csíkszeredai rendőr-főkapitányhoz ment férjhez 1850-ben.
1848 előtt Csíkszék táblabirája, 1842 és 1849 között két ízben képviselte Csíkszeredát az erdélyi országgyűlésen. 1848. október 9–10-én részt vesz a Csíksomlyón tartott széki népgyűlésen, ahol Gecző János királyi táblai írnokkal együtt a nemzetőrséget szervező bizottság tagja lesz. 1849. július 23.-án fogadta és apja házában szállásolta el Petőfi Sándort, aki Gál Sándor üzenetével Kézdivásárhelyre tartott. 1849 májusától augusztusik az első népképviseleti országgyűlésen volt képviselő. 1850-től kisebb-nagyobb megszakításokkal a város polgármestere haláláig. Polármesterségét megszakítva rövid ideig volt királyi törvényszéki igazgató is.
Több alapítványt és ösztöndíjat is létrehozott fiatal tehetségek, illetve családi gondokkal küzdők megsegítésére.

## Halála

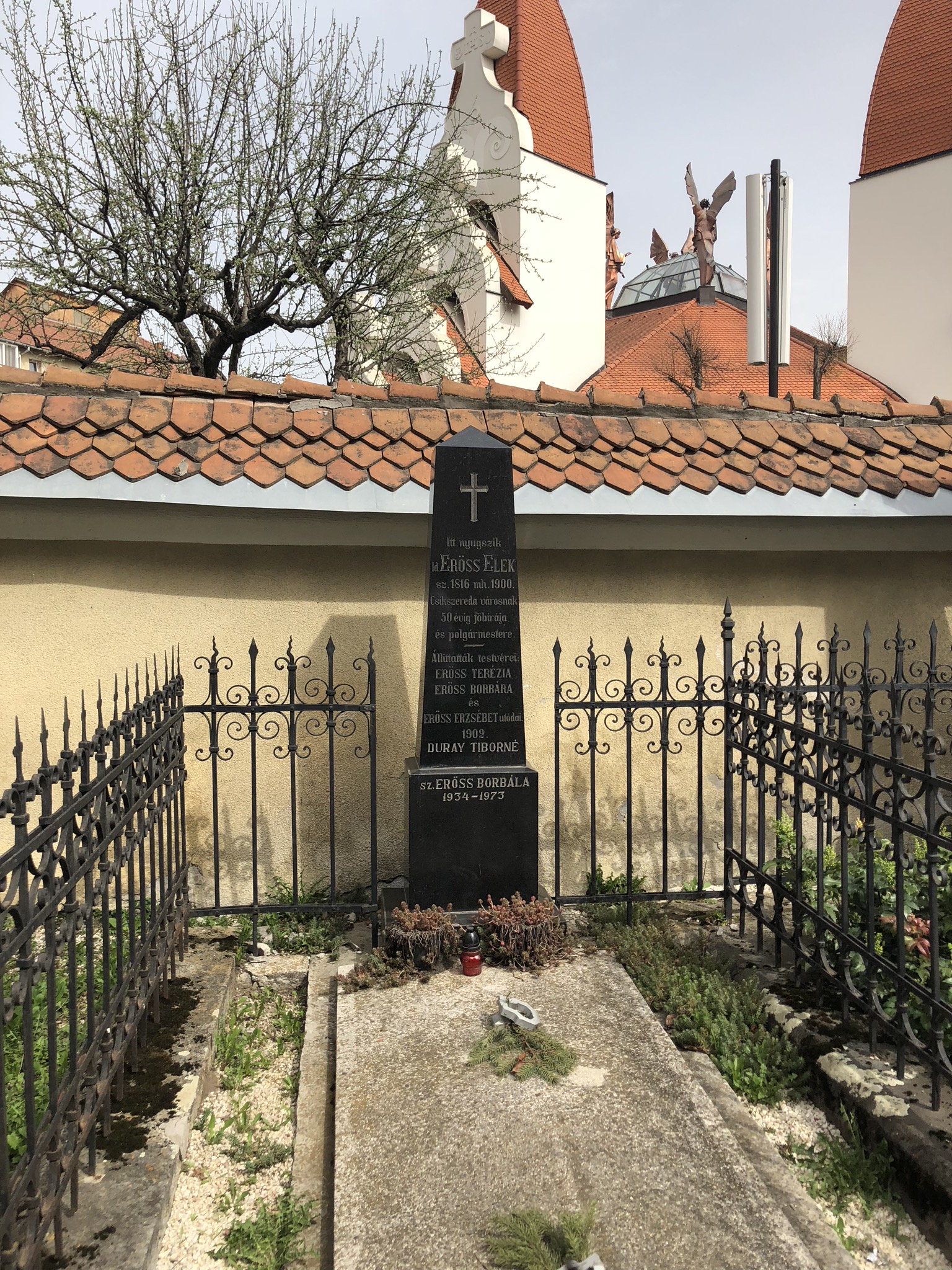
Erőss Elek síremléke

1900. április 2.-án délelőtt 10 órakor, rövid betegség után halt meg, sírja a csíkszeredai Szent Kereszt-templom cintermében található.